# Corea del Norte en los Juegos Olímpicos de Sapporo 1972
Corea del Norte estuvo representada en los Juegos Olímpicos de Sapporo 1972 por seis deportistas femeninas que compitieron en patinaje de velocidad sobre hielo.
El equipo olímpico norcoreano no obtuvo ninguna medalla en estos Juegos.